# 신 (중국 성씨)
신(申[shēn], 辛[xīn], 愼[shèn])은 중국의 성씨이다.

## 申
중국의 신(申[shēn])씨의 기원은 고대 중국의 제왕이자 강씨였던 염제신농씨의 후손인 사신백을 시조로 한다. 사신백은 중국의 신나라(신국/남신국과 서신국)을 세운 군주이다.

## 辛
중국 신씨(辛, 사성음 : Xin)는 3가지 계통이 있다.
- 하나라 하우씨 자손이 성으로 삼았다.
- 초나라 선조 축융에서 파생된 계통이 있다.
- 오대십국 후주 때 항씨(주나라와 초나라 2가지 계통)에서 신씨로 득성한 계통이 있다.